# Negocjacje trójstronne
Zasugerowano, aby zintegrować ten artykuł z artykułem Negocjacje zbiorowe. Nie opisano powodu propozycji integracji.
Negocjacje trójstronne – rozmowy między trzema zainteresowanymi stronami, których celem jest uzyskanie kompromisowego stanowiska.
W Polsce tym określeniem nazywa się w szczególności rozmowy między rządem, pracobiorcami (związki zawodowe) i pracodawcami w ramach Trójstronnej Komisji ds. Społeczno-Gospodarczych. Zasady tych negocjacji są regulowane m.in. konwencją nr 144 Międzynarodowej Organizacji Pracy. W Polsce komisja trójstronna ustala wskaźnik maksymalnego rocznego przyrostu wynagrodzeń dla sektora publicznego. Przekroczenie wskaźnika pociąga za sobą sankcje ekonomiczne w stosunku do dyrektorów.
Rola negocjacji w kształtowaniu poziomu rozpiętości dochodów w państwach europejskich jest znaczna – w praktyce dominuje negocjacyjny typ polityki dochodowej. Jego przejawami są:
- koordynacja przetargów płacowych – umów zbiorowych obowiązujących w różnych branżach (rząd sprzyja powstawaniu i podpisywaniu układów nawet wtedy, gdy w branży nie występują przedsiębiorstwa publiczne)
- arbitraż w którym rząd rozstrzyga spory między pracodawcami a pracobiorcami